# Emmanuel Kwasi Afranie
Emmanuel Kwasi Afranie (24 décembre 1943 – 9 novembre 2016) était un entraîneur ghanéen de football, qui a été sélectionneur du Ghana à deux reprises, des moins de 17 ans et des féminines.

## Biographie
Adjoint du sélectionneur ghanéen Fred Osam-Duodu à la CAN 1978, qui a remporté le tournoi, Emmanuel Kwasi Afranie devient le sélectionneur pour la CAN 1984 mais il n'a pas réussi à passer le premier tour alors que la sélection est tenante du titre. 
Avec la sélection des moins de 17 ans du Ghana, il participe à la Coupe du monde des moins de 17 ans 1991 et 1997. Il remporte l'édition 1991 et est finaliste en 1997.
Avec la sélection féminine du Ghana, il participe pour la première de leur histoire à la Coupe du monde féminine 1999 aux États-Unis, mais la sélection est éliminée au premier tour. 
En tant que sélectionneur des moins de 20 ans, il a été finaliste de la Coupe du monde des moins de 20 ans 2001. 
Il décède le 9 novembre 2016 à Suhum (en) à la suite d'un accident de la route dans l'ambulance qui le transportait, alors que le mois précédent, il a été victime d'un AVC.